# چانادآلبرتی
چانادآلبرتی (به مجاری:  Csanádalberti) یک منطقهٔ مسکونی در مجارستان است که در ناحیه ماکو واقع شده‌است. چانادآلبرتی ۱۵٫۳۲ کیلومتر مربع مساحت و ۴۳۹ نفر جمعیت دارد.